# 일곱 개의 마검이 지배한다

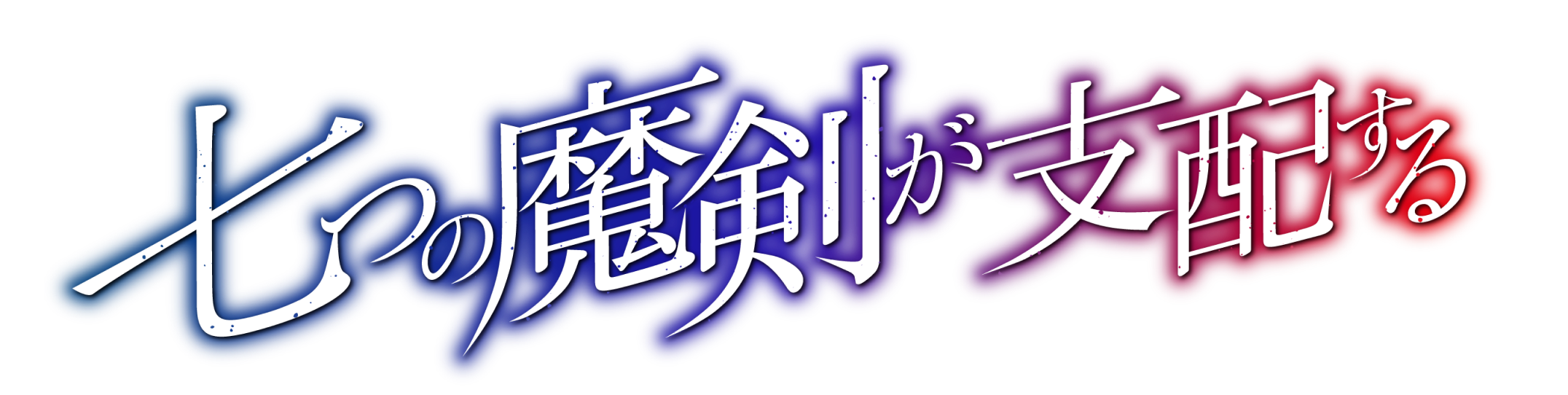

일곱 개의 마검이 지배한다(七つの魔剣が支配する)는 우노 보쿠토가 원작한 일본의 라이트 노벨 소설 작품이다.